# Blatni Vrh
Blatni Vrh je naselje u slovenskoj Općini Laškom. Blatni Vrh se nalazi u pokrajini Štajerskoj i statističkoj regiji Savinjskoj. 

## Stanovništvo
Prema popisu stanovništva iz 2002. godine naselje je imalo 102 stanovnika.